# Raja Haffar al-Hassan
Raya Haffar El Hassan (ur. w styczniu 1967 w Trypolisie) – libańska ekonomistka i działaczka polityczna, sunnitka. W 1987 uzyskała licencjat z zarządzania na Uniwersytecie Amerykańskim w Bejrucie, a trzy lata później ukończyła magisterskie studia menedżerskie na George Washington University w USA. Specjalizowała się w finansach i inwestycjach. W latach 1995–1999 pracowała w libańskim ministerstwie finansów. W 2000 została doradczynią ministra gospodarki i handlu. W latach 2009–2011 była ministrem finansów w rządzie Saada Haririego.